# Campionati mondiali junior di short track
I campionati mondiali junior di short track (in lingua inglese: World Junior Short Track Speed Skating Championships) sono una manifestazione internazionale giovanile di short track. Sono organizzati dall'International Skating Union (ISU). Si tengono con cadenza annuale dall'anno della fondazione, avvenuta nel 1994.

## Edizioni
| Anno | Edizione | Luogo               | Date                         |
| ---- | -------- | ------------------- | ---------------------------- |
| 1994 | I        | Seul                |                              |
| 1995 | II       | Calgary             |                              |
| 1996 | III      | Courmayeur          |                              |
| 1997 | IV       | Marquette           |                              |
| 1998 | V        | St. Louis           |                              |
| 1999 | VI       | Montréal            |                              |
| 2000 | VII      | Székesfehérvár      |                              |
| 2001 | VIII     | Varsavia            |                              |
| 2002 | IX       | Chuncheon           |                              |
| 2003 | X        | Budapest            |                              |
| 2004 | XI       | Pechino             |                              |
| 2005 | XII      | Belgrado            |                              |
| 2006 | XIII     | Miercurea Ciuc      |                              |
| 2007 | XIV      | Mladá Boleslav      |                              |
| 2008 | XV       | Bolzano             |                              |
| 2009 | XVI      | Sherbrooke          | 9-11 gennaio 2009            |
| 2010 | XVII     | Taipei              | 8-10 gennaio 2010            |
| 2011 | XVIII    | Courmayeur          | 25-27 febbraio 2011          |
| 2012 | XIX      | Melbourne           | 24-26 febbraio 2012          |
| 2013 | XX       | Varsavia            | 22-24 febbraio 2013          |
| 2014 | XXI      | Erzurum             | 7-9 febbraio 2014            |
| 2015 | XXII     | Osaka               | 27 febbraio - 1º marzo 2015  |
| 2016 | XXIII    | Sofia               | 29-31 gennaio 2016           |
| 2017 | XXIV     | Innsbruck           | 27-29 gennaio 2017           |
| 2018 | XXV      | Tomaszów Mazowiecki | 2-4 marzo 2018               |
| 2019 | XXVI     | Montréal            | 25-27 gennaio 2019           |
| 2020 | XXVII    | Bormio              | 31 gennaio - 2 febbraio 2020 |
| 2021 | XXVIII   | Salt Lake City      | 29-31 gennaio 2021           |
| 2022 | XXIX     | Tomaszów Mazowiecki | 4-6 marzo 2022               |

## Podi in Classifica generale

### Ragazzi
| Anno | Sede                | Oro                                  | Argento                                            | Bronzo                  |
| 1994 | Seul                | Lee Seung-chan                       | Lee Jun-hwan                                       | Tony Goskowicz          |
| 1995 | Calgary             | Lee Sang-jun                         | Patrice Lapointe Lee Seung-chan Jonathan Guilmette | Non attribuita          |
| 1996 | Courmayeur          | Jean-François Monette Lee Sang-jun   | Non attribuita                                     | Naoya Tamura            |
| 1997 | Marquette           | Kim Dong-sung                        | Rusty Smith                                        | Daniel Weinstein        |
| 1998 | St. Louis           | François-Louis Tremblay Lee Sang-jun | Non attribuita                                     | Andrew Lahey            |
| 1999 | Montréal            | Apolo Anton Ohno                     | An Jung-hyun                                       | François-Louis Tremblay |
| 2000 | Székesfehérvár      | Min Ryoung                           | Nicola Rodigari                                    | Andrew Lahey            |
| 2001 | Varsavia            | Lee Seung-jae                        | Guo Wei                                            | Min Ryoung              |
| 2002 | Chuncheon           | Ahn Hyun-soo                         | Seo Ho-jin                                         | Guo Wei                 |
| 2003 | Budapest            | Lee Ho-suk                           | Kim Hyun-kon                                       | Sung Si-bak             |
| 2004 | Pechino             | Lee Ho-suk                           | Kwon Ki-deok                                       | Jon Eley                |
| 2005 | Belgrado            | Lee Ho-suk                           | Kim Hyun-kon                                       | Kwak Yoon-gy            |
| 2006 | Miercurea Ciuc      | Lee Jung-su                          | Maxime Châtaignier                                 | Kim Jae-han             |
| 2007 | Mladá Boleslav      | Shin Woo-chul                        | Lee Jung-su                                        | Jang Won-hoon           |
| 2008 | Bolzano             | Kim Yun-jae                          | Lee Jung-su                                        | Lee Han-bin             |
| 2009 | Sherbrooke          | Um Cheon-ho                          | You Dong-kun                                       | J. R. Celski            |
| 2010 | Taipei              | Noh Jin-kyu                          | Antoine Gélinas-Beaulieu                           | Park Se-yeong           |
| 2011 | Courmayeur          | Seo Yi-ra                            | Jack Whelbourne                                    | Wu Dajing               |
| 2012 | Melbourne           | Park Se-yeong                        | Lee Hyo-been                                       | Han Tianyu              |
| 2013 | Varsavia            | Park Se-yeong                        | Han Tianyu                                         | Lee Hyo-been            |
| 2014 | Erzurum             | Lee Mun-hyeon                        | Lee Hyo-been                                       | Sándor Liu Shaolin      |
| 2015 | Osaka               | Kim Da-gyeom                         | Park Ji-won                                        | Sándor Liu Shaolin      |
| 2016 | Sofia               | Ren Ziwei                            | Lim Yong-jin                                       | Ma Wei                  |
| 2017 | Innsbruck           | Shaoang Liu                          | Kim Si-Un                                          | Kazuki Yoshinaga        |
| 2018 | Tomaszów Mazowiecki | Hong Kyung-hwan                      | Lee June-seo                                       | Park Jang-hyuk          |

## Ragazze
| Anno | Sede                | Oro                       | Argento              | Bronzo                              |
| 1994 | Seul                | Kim So-hui                | Won Hye-gyeong       | Su Xiaohua                          |
| 1995 | Calgary             | Kim Yun-mi                | Won Hye-gyeong       | Catherine Dussault Ikue Teshigawara |
| 1996 | Courmayeur          | Ikue Teshigawara          | Erin Porter          | Kim Moon-jung Hong Ro-sa            |
| 1997 | Marquette           | Won Hye-gyeong An Sang-mi | none                 | Julie Goskowicz                     |
| 1998 | St. Louis           | Joo Min-jin               | Kim Moon-jung        | Kristina Vuteva                     |
| 1999 | Montréal            | Joo Min-jin               | Kim Moon-jung        | Marta Capurso                       |
| 2000 | Székesfehérvár      | Marie-Ève Drolet          | Choi Min-kyung       | Park Hye-rim                        |
| 2001 | Varsavia            | Marie-Ève Drolet          | Ko Gi-hyun           | Choi Min-kyung                      |
| 2002 | Chuncheon           | Kim Min-jee               | Wang Meng            | Cho Ha-ri                           |
| 2003 | Budapest            | Byun Chun-sa              | Kang Yun-mi          | Kim Min-jee                         |
| 2004 | Pechino             | Kang Yun-mi               | Jung Eun-ju          | Hur Hee-been                        |
| 2005 | Belgrado            | Park Sun-young            | Jeon Ji-soo          | Kalyna Roberge                      |
| 2006 | Miercurea Ciuc      | Jung Eun-ju               | Choi Jung-won        | Zhou Yang                           |
| 2007 | Mladá Boleslav      | Yang Shin-young           | Shin Sae-bom         | Park Seung-hi                       |
| 2008 | Bolzano             | Noh Ah-reum               | Lee Eun-byeol        | Zhang Qichao                        |
| 2009 | Sherbrooke          | Noh Ah-reum               | Lee Eun-byeol        | Lee Mi-yeon                         |
| 2010 | Taipei              | Choi Ji-hyun              | Lee Mi-yeon          | Song Jae-won                        |
| 2011 | Courmayeur          | Choen Hee-jung            | Ahn Se-jung          | Martina Valcepina                   |
| 2012 | Melbourne           | Shim Suk-hee              | Hwang Hyun-sun       | Ahn Se-jung                         |
| 2013 | Varsavia            | Noh Do-hee                | Kim A-lang           | Han Yutong                          |
| 2014 | Erzurum             | Noh Do-hee                | Ahn Se-jung          | Choi Min-jeong                      |
| 2015 | Osaka               | Kong Sang-jeong           | Kim Ji-yoo           | Son Hak-yung                        |
| 2016 | Sofia               | Qu Chunyu                 | Suzanne Schulting    | Lee Yu-bin                          |
| 2017 | Innsbruck           | Lee Yu-bin                | Seo Whi-Min          | Sofia Prosvirnova                   |
| 2018 | Tomaszów Mazowiecki | Kim Ji-Yoo                | Courtney Lee Sarault | Maame Biney                         |